# Bruno Mbanangoyé
Bruno Mbanangoyé (Port Gentil, Gabón, 15 de julio de 1980) es un exfutbolista de Gabón que jugaba en la posición de centrocampista.

## Carrera

### Club
| Periodo   | Club              |
| --------- | ----------------- |
| 1998-2001 | Petrosport FC     |
| 2001-2005 | AS Djerba         |
| 2005-2006 | ES Zarzis         |
| 2006–2009 | FC Dinamo Minsk   |
| 2009–2010 | Sivasspor         |
| 2011–2012 | FC Dinamo Minsk   |
| 2013–2016 | Missile FC        |
| 2016–2017 | FC 105 Libreville |
| 2018      | Akanda FC         |

### Selección nacional
Debutó con Gabón el 6 de junio de 1999 en la victoria por 3-1 ante Angola en Libreville por la clasificación para la Copa Africana de Naciones de 2000. Su primer gol internacional lo anotó el 7 de noviembre de 1999 en la victoria por 4-0 sobre Guinea Ecuatorial en Libreville por la clasificación para la Copa Africana de Naciones de 2000 y su retiro internacional fue el 11 de septiembre de 2012 en la victoria por 1-0 ante Arabia Saudita en un partido amistoso en Beauvais, Francia. Jugó 68 partidos con la selección nacional y anotó 11 goles.
Participó en tres ediciones de la Copa Africana de Naciones.